# Jesper Greth
Jesper Ferløv Greth (født 4. marts 1970 i Himmerland) er en dansk politiker fra partiet Venstre, der fra og med 1. januar 2022 er borgmester i Rebild Kommune, hvor han afløser den radikale Leon Sebbelin. Han blev valgt ved det konstituerende byrådsmøde 2. december 2021.